# Batemannia
Batemannia é um género botânico pertencente à família das orquídeas (Orchidaceae). Foi proposto por John Lindley, em Edwards's Botanical Register 20: t. 1714, em 1824. A espécie-tipo é a Batemannia colleyi Lindley. O nome do gênero é uma homenagem ao botânico inglês James Bateman, que publicou vários livros e artigos sobre orquídeas.

## Distribuição
Trata-se de gênero com cinco espécies robustas, epífitas, de crescimento ascendente, que habitam as florestas tropicais úmidas de toda a Amazônia, e no Brasil também encontradas recentemente na Mata Atlântica baiana.

## Descrição
Morfologicamente, Batemannia parece ser um gênero de transição entre as subtribos Zygopetalinae e Lycasteinae. Pelo porte geral recordam muito Bifrenaria e Stanhopea porque, como suas espécies, possuem pseudobulbos relativamente grandes e angulosos.
Dentre os gêneros desta tribo, podem ser reconhecidas pelos pseudobulbos agregados, mais ou menos tetragonais, no início guarnecidos por bainhas basilares, e muitas raizes grossas; com uma a três folhas, oblongo-lanceoladas, coriáceas, acanoadas, com nervura central bem salientada no dorso; haste floral basal, racemosa, ereta ou algo pendente, comportando até dez flores pouco vistosas, ultrapassando levemente a altura dos pseudobulbos.
As flores apresentam labelo esbranquiçado com os outros segmentos de cor verde-pardacenta e às vezes marrons com nuanças avermelhadas. As pétalas são oblongas, levemente recurvadas, com ápice apiculado. As sépalas laterais são levemente falciformes, um pouco mais longas e estreitas que as pétalas. A dorsal é oblonga, com igual comprimento das pétalas e apenas um pouco mais estreita que estas. O labelo é profundamente trilobado e possui no disco um calo em forma de crista transversal, posicionando-se os lobos laterais de forma erguida e o apical recurvado.

## Lista de espécies
- Batemannia armillata
- Batemannia colleyi
- Batemannia leferenzii
- Batemannia lepida
- Batemannia wolteriana